# Helmut Mischo
Helmut Mischo (* 1969 in Püttlingen) ist ein deutscher Bergingenieur.

## Leben
Helmut Mischo begann nach Abitur und Wehrdienst (1989–1990) eine Beflissenenausbildung (1990–1995) mit Praktika im In- und Ausland sowie ein Bergbaustudium (1990–1996) an der RWTH Aachen. Danach war er kurzzeitig in der Industrie tätig. Zu seiner Promotion zum Doktor-Ingenieur an der TU Clausthal im Jahr 2000 war Mischo zunächst 1997 bis 1998 wissenschaftlicher Mitarbeiter und anschließend bis 2004 C1-Oberingenieur am Institut für Bergbau. Bis 2006 arbeitete er als Projektmanager für Knauf Insulation. Von 2007 bis 2011 war Mischo Inhaber der Professuren „Mining Production“ und „Civil Engineering“ an der School of Engineering der Polytechnic of Namibia in Windhoek, Namibia. Seit 2011 ist er Inhaber der Professur „Rohstoffgewinnung und Sonderverfahren unter Tage“ am Institut für Bergbau und Sonderbau der TU Freiberg. Seit 2012 ist er wissenschaftlicher Direktor des Forschungs- und Lehrbergwerks der TU Freiberg.
Seine Tätigkeitsschwerpunkte sind Abbau von Lagerstätten durch untertägigen Bergbau, Erstellung von Tunneln und anderen Hohlraumbauten unter Tage, Einbringen von Versatz und Reststoffen in untertägige Hohlräume, Planung, Ausrüstung und Betrieb von Förderanlagen und Transportsystemen und Sicherheitstechnik.
Während seines Studiums in Aachen wurde Mischo Mitglied im Corps Franconia Fribergensis.

## Schriften (Auswahl)
- Untersuchungen an Baustoffen auf Steinsalz-Anhydrit-Basis für Dammbauwerke im Salzgebirge. Aachen 2002, ISBN 3-8322-0594-2.
- (Hg.): Entdecker unter Tage 1919–2019. 100 Jahre Forschungs- und Lehrbergwerk. Halle an der Saale 2019, ISBN 3-96311-190-9.
- G. Barakos, J. Gutzmer, H. Mischo: Strategic evaluations and mining process optimization towards a strong global REE supply chain. In: Journal of Sustainable Mining. 15, 2016, S. 26, doi:10.1016/j.jsm.2016.05.002.
- Barakos, G., Mischo, H., & Gutzmer, J. (2016). An outlook on the rare earth elements mining industry. AusIMM Bulletin, (Apr 2016), 62–66. Link.
- F. Günther, H. Mischo, R. Lösch, S. Grehl, F. Güth: Increased safety in deep mining with IoT and autonomous robots. In: Mining Goes Digital, CRC Press, 2019. ISBN 9780429320774. Link.
- S. Grehl, M. Donner, M. Ferber, A. Dietze, H. Mischo, B. Jung: Mining-RoX – Mobile Robots in Underground Mining. In: Third international future mining Conference. Sydney, 2015. Link.